# HD61964
HD61964 — хімічно пекулярна зоря спектрального класу A1, що має видиму зоряну величину в смузі V приблизно  8,8.
Вона  розташована на відстані близько 689,5 світлових років від Сонця.